# Le Devoir
Le Devoir (en español, 'El Deber') es un periódico de Montreal, en Quebec, fundado por el periodista y político Henri Bourassa y ahora de tendencia independentista y socialdemócrata. Su eslogan es «Fais ce que dois» (‘haces lo que debes’). Este es el único periódico independiente mayor del mercado quebequense. Sus competidores principales son La Presse (propiedad de Gesca) y Le Journal de Montréal (propiedad de Quebecor).